# 정신과의
정신과의(精神科醫,Psychiatrist)는 정신 의학을 전문으로 하는 의사이며, 정신 장애 · 정신 질환 · 중독 치료를 전문으로 진료한다.

## 선입견
정신과 의사들은 인간이 가지는 감정이나 생각을 쉽게 간파할 것이라는 선입견이 있다. 그러나 정신과 의사들은 정신과적 문제를 호소하는 환자들에 대해서만 이야기를 듣고 도움을 주는 사람들이기 때문에 작정하고 속이려고 하거나 자신의 생각을 알아내보라고 한다면 이들은 일반인과 크게 다르지 않다.
정신과 치료는 비교적 최근에서야 본격적으로 연구가 시작된 분야이다. 특히 약물치료는 1960년대 후반부터 본격적으로 쓰이기 시작했다. 이렇게 정신과 치료가 대중에게 익숙하지 않다는 점은 사람들이 정신과 치료에 대해 신비감과 공포감을 갖게 한다.

## 어려움
정신과 의사들은 환자들과 보호자들의 하소연과 불만을 들으며 일을 하기 때문에 심적인 괴로움을 호소하는 경우도 있다.

## 치료비 변경
대한민국 보건복지부는 2018년 1월 31일 열린 건강보험정책심의위원회에서, 이르면 2018년 5월 경부터 정신과 치료비를 변경하는 안을 의결했다. 내용은 의사가 좀더 상담치료를 적극적으로 행하도록 상담비용을 단순 약물처방 비용보다 높인 것, 환자들이 내는 치료비용은 기존보다 20%포인트 더 낮춘 것, 환자들이 모든 비용을 부담하던 인지행동치료에도 건강보험을 적용한 것 등이 있다.